# Иванов, Пётр Иванович (полковник)
Пётр Иванович Иванов (29 июня 1896 года, г. Царицын — 12 ноября 1961 года, г. Лубны, ныне Полтавская область) — советский военный деятель, полковник (1938 год).

## Начальная биография
Пётр Иванович Иванов родился 29 июня 1896 года Царицыне.
В 1916 году окончил Царицынское реальное училище.

## Военная служба

### Первая мировая и гражданская войны
В мае 1916 года призван в ряды Русской императорской армии и направлен на учёбу в Казанское военное училище, после окончания которого в 1917 году направлен в 141-й запасной пехотный полк, дислоцированный в Царицыне, где служил младшим офицером и командиром роты. В декабре того же года демобилизован из рядов армии в чине подпоручика, после чего работал старшим помощником юрисконсульта 4-го района Саратова.
В сентябре 1918 года Иванов призван в ряды РККА и назначен на должность комиссара для поручений интендантской части в штабе 4-й армии, в мае 1919 года — на должность помощника главного уполномоченного военных заготовок Южной группы войск Восточный фронт, в августе того же года — на должность командира отдельного батальона особого назначения при Управлении начальника инженерного снабжения Туркестанского фронта.
С сентября 1920 года Иванов служил на должностях командира батальона особого назначения и начальника отдельного отряда особого назначения при штабе Заволжского военного округа, с ноября того же года — на должностях помощника командира, командира 2-го стрелкового полка в составе стрелковой бригады. В мае 1921 года назначен на должность начальника отдельного отряда при особом отделе Реввоенсовета войск Тамбовской губернии, а в августе — на должность командира 86-го стрелкового полка в составе 29-й стрелковой бригады (10-я стрелковая дивизия). В период с 10 января по 26 декабря 1921 года принимал в боевых действиях по подавлению Тамбовского восстания под командованием А. С. Антонова.
26 декабря направлен на учёбу на курсы «Выстрел», после окончания которых в мае 1922 года направлен в штаб правой колонны Бухарской группы войск. В ноябре того же года назначен на должность помощника командира 8-го Самаркандского стрелкового полка (3-я Туркестанская стрелковая дивизия, 13-й стрелковый корпус). Принимал участие в боевых действиях против басмачества на территории Восточной Бухары.

### Межвоенное время
В апреле 1924 года назначен на должность командира батальона в составе 134-го стрелкового полка (14-й стрелковый корпус, Украинский военный округ), с сентября того же года Иванов служил в 100-я стрелковая дивизия, где был назначен на должность командира батальона в 298-м стрелковом полку, а в мае 1926 года — на эту же должность в 300-м стрелковом полку.
С мая 1929 года служил на должностях командира батальона, начальника штаба 131-го стрелкового Таращанского полка, а с января 1931 года — на должности помощника начальника 1-й части штаба 8-го стрелкового корпуса. В июле того же годна назначен на должность начальника штаба 225-го стрелкового полка в составе 75-й стрелковой дивизии, а в марте 1935 года — на должность начальника штаба этой же дивизии. В августе этого же года направлен на учёбу на вечерний факультет Военной академии имени М. В. Фрунзе.
В марте 1936 года Иванов назначен на должность начальника 5-го отделения штаба 14-го стрелкового корпуса (Харьковский военный округ), а в апреле 1938 года — на должность помощника командира 30-й стрелковой дивизии.
После окончания академии в феврале 1939 года назначен на должность начальника 1-го отдела — заместителя начальника штаба Минской армейской группы, вскоре преобразованной в 11-ю армию, после чего принимал участие в боевых действиях в Польском походе РККА.
В марте 1941 года назначен на должность командира 188-й стрелковой дивизии, формировавшейся в Прибалтийском военном округе.

### Великая Отечественная война
С началом войны дивизия под командованием П. И. Иванова в течение первой половины дня 22 июня вела оборонительные боевые действия в районе ст. Кибартай, а затем отступала в район Каунаса и затем по направлении на Ионаву, в районе которой вместе с 5-й и 33-й стрелковыми дивизиями принимала участие в контрударе 16-го стрелкового корпуса, в ходе которого попала в окружение в районе населённого пункта Герусово и южнее Кудеверь. После выхода с минимальными потерями из окружения дивизия вела боевые действия в районе Локня и затем — в районе Холма, откуда была выведена на пополнение личным составом в район Валдая.
29 сентября полковник Иванов был назначен на должность заместителя начальника оперативного отдела штаба Северо-Западного фронта, а в декабре направлен в Сибирский военный округ, где 3 января 1942 года был назначен на должность командира 301-й стрелковой дивизии, формировавшейся в Красноярске. После завершения формирования дивизия была передислоцирована в г. Старобельск и вскоре была включена в состав 21-й армии, после чего принимала участие в ходе Харьковской и Воронежско-Ворошиловградской операций, вследствие чего с 23 июня вела боевые действия в окружении, во время попытки выхода из которого 23 августа полковник П. И. Иванов попал в плен.
Содержался в лагере г. Владимир-Волынский, с октября — в лагерях городов Ченстохова и Нюрнберг, а в марте 1943 года был переведён в Лейпциг. В результате наступления войск союзников 14 апреля 1945 года Иванов направлен в Вурцен, в пяти километрах восточнее которого 25 апреля был освобождён американскими войсками, после чего направлен на сборный пункт советских военнопленных в г. Грима, а затем — в пересыльный пункт в г. Цейхли. Вскоре П. И. Иванов был передан советской стороне, после чего проходил проверку в составе 1-й запасной стрелковой дивизии (Смоленский военный округ), после окончания которой был восстановлен в кадрах РККА и воинском звании.

### Послевоенная карьера
В мае 1946 года назначен на должность преподавателя тактики Прибалтийских курсов усовершенствования офицерского состава, в сентябре того же года — на должность начальника курса, а в августе 1947 года — на должность руководителя тактики на этих же курсах.
Полковник Пётр Иванович Иванов с октября 1947 года состоял в распоряжении Управления кадров Сухопутных войск и в апреле 1948 года вышел в запас. Умер 12 ноября 1961 года в городе Лубны ныне Полтавской области.

## Награды
- Орден Ленина (05.11.1946);
- Орден Красного Знамени (06.05.1946);
- Медали.